# マリア・フォン・ユーリヒ＝ベルク

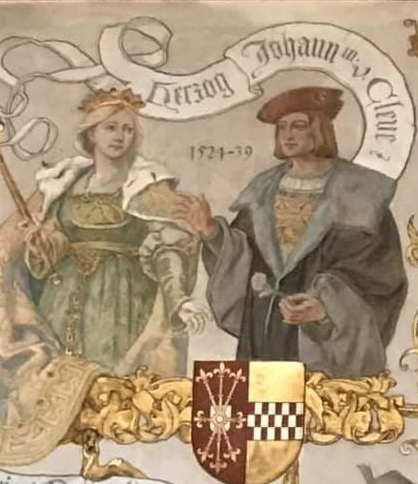
マリアと夫ヨハン3世

マリア・フォン・ユーリヒ＝ベルク（Maria von Jülich-Berg, 1491年8月3日 - 1543年8月29日）は、ユーリヒ＝クレーフェ＝ベルク公ヨハン3世の妃。ユーリヒ＝ベルク公ヴィルヘルムとジビュレ・フォン・ブランデンブルクの娘。ユーリヒ、ベルクおよびラーフェンスベルクの女子相続人となった。イングランド王ヘンリー8世の4番目の妃アン・オブ・クレーヴズ（アンナ）の母。

## 生涯
マリアはユーリヒ＝ベルク公ヴィルヘルムとジビュレ・フォン・ブランデンブルクの一人娘として1491年8月3日にユーリヒで生まれた。1496年、5歳のときにクレーフェ＝マルク公の継承者で6歳のヨハンと婚約し、1509年に2人は結婚した。これによりマリアが継承する領地と称号はクレーフェ公に統合されることとなる。
この結婚により、ユーリヒ＝ベルク＝ラーフェンスベルク公国とクレーフェ＝マルク公国が統合され、ユーリヒ＝クレーフェ＝ベルク連合公国が成立した。
父ヴィルヘルムが1511年に亡くなったとき、女性であるマリアは相続できず、ユーリヒ＝ベルク＝ラーフェンスベルク公国は夫のヨハン3世が手に入れた。クレーフェに住んでいたマリアとヨハン3世の要請により、マリアの母ジビュレはこの間、ユーリヒ＝ベルクの総督を務めた。1521年にクレーフェ＝マルク公国を継承したヨハン3世は、1666年まで存続するユーリヒ＝クレーフェ＝ベルク連合公国の最初の統治者となった。
マリアはカトリック教徒であり、娘たちに貴族の家庭を管理する方法について実践的な教育を与えた。これは、当時の標準的なドイツの貴族の女性の姿であったが、イングランドの貴族や紳士の娘に通常与えられる教育とは異なっていた。イングランド王ヘンリー8世が王妃たちの中でも、マリアの娘アンナを嫌った理由の1つは、最初の2人の王妃や周りの多くの宮廷婦人とは異なり、アンナが教育的および音楽的素養を持っておらず、争いを好むイングランドの宮廷で生活できる心構えがなかったからであるとも考えられている。マリア自身は娘をイングランドに送ることを好まなかったようである。マリアは後の書簡において、娘をとても愛していたので「彼女と別れるのは気が進まなかった」と書いている。

## 子女
- ジビュレ（1512年 - 1554年） - ザクセン選帝侯ヨハン・フリードリヒ妃[1]
- アンナ（アン、1515年 - 1557年） - イングランド王ヘンリー8世の4度目の妃[1]
- ヴィルヘルム（1516年 - 1592年） - ユーリヒ＝クレーフェ＝ベルク公。神聖ローマ皇帝フェルディナント1世の皇女マリアと結婚[1]。
- アマーリエ（1517年 - 1586年） - 未婚